# Abu Dhabi Open
Abu Dhabi Open er en professionel tennisturnering for kvinder, der blev spillet for første gang i 2021, og som siden starten har tilhørt WTA Tour i kategorien WTA 500. Turneringen bliver spillet på hardcourt-baner i International Tennis Centre i Zayed Sports City i Abu Dhabi, Forenede Arabiske Emirater. Den markedsføres under navnet Mubadala Abu Dhabi Open som følge af et sponsorat fra Mubadala.
Turneringen blev etableret i 2021 som følge af suspenderingen af alle WTA-turneringer i Folkerepublikken Kina og udsættelsen af turneringer i Australien under COVID-19-pandemien, – i første omgang som en engangsforestilling som erstatning for de aflyste eller udsatte turneringer. I 2023 blev turneringen genoplivet som erstatning for St. Petersburg Ladies' Trophy, da turneringerne i Rusland blev suspenderet som følge af Ruslands invasion af Ukraine i 2022. Etableringen af Abu Dhabi Open styrkede tourens februar-sæson ved Den Persiske Golf, hvor den supplerede de allerede etablerede turneringer, Dubai Tennis Championships og Qatar Open.

## Finaler

### Damesingle
| År   | Vinder (titel nr.) | Finalist             | Finaleresultat   | Kategori |
| ---- | ------------------ | -------------------- | ---------------- | -------- |
| 2021 | Aryna Sabalenka    | Veronika Kudermetova | 6–2, 6–2         | WTA 500  |
| 2022 | Ingen turnering    | Ingen turnering      | Ingen turnering  | WTA 500  |
| 2023 | Belinda Bencic     | Ljudmila Samsonova   | 1–6, 7–6(8), 6–4 | WTA 500  |
| 2024 | Jelena Rybakina    | Darja Kasatkina      | 6–1, 6–4         | WTA 500  |

### Damedouble
| År   | Vindere (titel nr.)               | Finalister                   | Finaleresultat   | Kategori |
| ---- | --------------------------------- | ---------------------------- | ---------------- | -------- |
| 2021 | Shuko Aoyama Ena Shibahara        | Hayley Carter Luisa Stefani  | 7–6(5), 6–4      | WTA 500  |
| 2022 | Ingen turnering                   | Ingen turnering              | Ingen turnering  | WTA 500  |
| 2023 | Luisa Stefani Zhang Shuai         | Shuko Aoyama Chan Hao-Ching  | 3–6, 6–2, [10–8] | WTA 500  |
| 2024 | Sofia Kenin Bethanie Mattek-Sands | Linda Nosková Heather Watson | 6–4, 7–6(4)      | WTA 500  |